# Église Notre-Dame-de-l'Assomption de Woluwe-Saint-Lambert
 (août 2025).
Si vous disposez d'ouvrages ou d'articles de référence ou si vous connaissez des sites web de qualité traitant du thème abordé ici, merci de compléter l'article en donnant les références utiles à sa vérifiabilité et en les liant à la section « Notes et références ».
Pour les articles homonymes, voir Église Notre-Dame-de-l'Assomption.
L’église Notre-Dame-de-l’Assomption (en néerlandais : Onze-Lieve-Vrouw-Hemelvaartkerk) est un édifice religieux catholique de style néo-roman sis au 51 avenue Vandervelde, à Woluwe-Saint-Lambert, une commune orientale de la ville de Bruxelles (Belgique).  Construite en 1954 elle est église paroissiale. Les services pastoraux y sont assurés par les pères Assomptionnistes.

## Histoire
Depuis 1930 le quartier de Kapelleveld - une cité-jardin au style urbanistique et architectural particulier - se développait rapidement. L’église fut construite en 1954, sur dessin des architectes Henri Taelman et J. Vloebergh, pour devenir lieu de culte paroissial et répondre aux besoins pastoraux des catholiques de ce nouveau quartier de Woluwe-Saint-Lambert.  
L’arrivée, à partir de 1968, et la construction progressive – au nord de l’église - des cliniques universitaires Saint-Luc, un des trois sites de l’UCLouvain à Bruxelles, a donné une nouvelle physionomie au quartier et une nouvelle visibilité à l’église.   
Les pères Assomptionnistes y assurent les services pastoraux, ainsi que dans la chapelle de Marie-la-Misérable se trouvant à quelques centaines de mètres à l’ouest, sur la même avenue Vandervelde.  

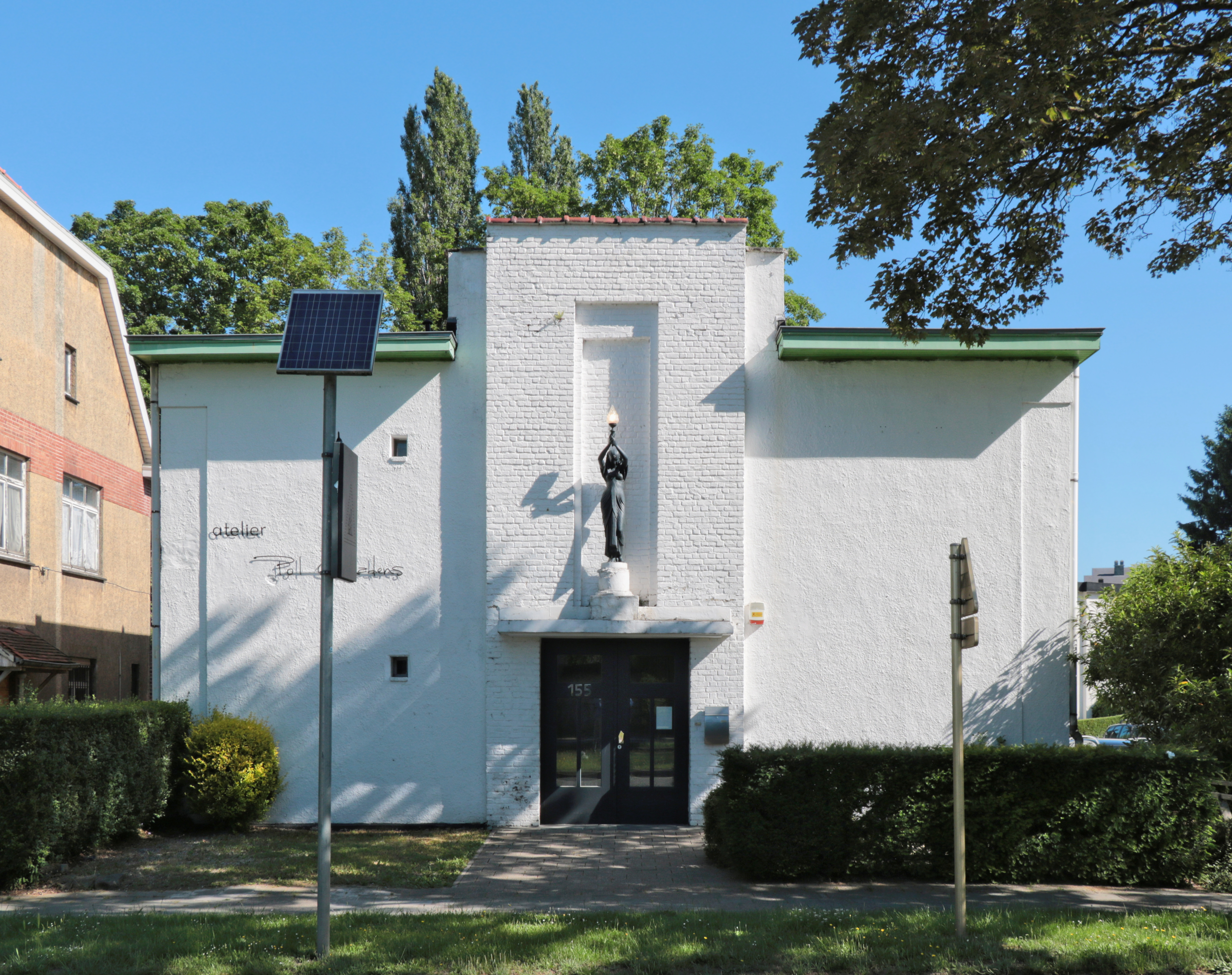
Le bâtiment de la cité du Kapelleveld qui fit office d'église de 1929 à 1955

## Patrimoine
- L'orgue de tribune en style néo-Louis XVI est œuvre du facteur Arnold Clerinx (1816-1898)